# Sarapulsky (huyện)
Huyện Sarapulsky (tiếng Nga: ? райо́н) là một huyện hành chính tự quản (raion), của Udmurtia, Nga. Huyện có diện tích 1878 km², dân số thời điểm ngày 1 tháng 1 năm 2000 là 27100 người. Trung tâm của huyện đóng ở Sigayevo.